# Roberto Bonomi
Roberto Wenceslao Bonomi Oliva (Buenos Aires, 1919. szeptember 30. – Buenos Aires, 1992. január 10.) argentin autóversenyző.

## Pályafutása
1960-ban részt vett a Formula–1-es világbajnokság argentin versenyén. Roberto a tizenhetedik helyről vágott neki neki a viadalnak. Végül négy kör hátrányban a győztes Bruce McLaren mögött tizenegyedikként ért célba.
Pályafutása alatt részt vett több, a világbajnokság keretein kívül rendezett Formula–1-es versenyen is.

## Eredményei

### Teljes Formula–1-es eredménylistája
(Táblázat értelmezése)

(Félkövér: pole-pozícióból indult; dőlt: leggyorsabb kört futott) 

| Év   | Csapat              | Modell     | Motor               | 1      | 2   | 3   | 4   | 5   | 6   | 7   | 8   | 9   | 10  | Helyezés | Pont |
| ---- | ------------------- | ---------- | ------------------- | ------ | --- | --- | --- | --- | --- | --- | --- | --- | --- | -------- | ---- |
| 1960 | Scuderia Centro Sud | Cooper T51 | Maserati Straight-4 | ARG 11 | MON | 500 | NED | BEL | FRA | GBR | POR | ITA | USA | -        | 0    |

## Külső hivatkozások
- Profilja a grandprix.com honlapon (angolul)
- Profilja a statsf1.com honlapon (angolul)